# 聖闘士星矢 Legend of Sanctuary
『聖闘士星矢 LEGEND of SANCTUARY』（セイントセイヤ レジェンド オブ サンクチュアリ）は、2014年6月21日に封切られた『聖闘士星矢』シリーズの劇場公開作品第6弾である。
キャッチコピーは「君は小宇宙（コスモ）を感じたことはあるか―」、「燃えろ、小宇宙（コスモ）」 。

## 概要
2011年の聖闘士星矢誕生25周年記念作として制作が発表され、2013年10月にタイトルが公表された。『聖闘士星矢』シリーズの劇場作品としては『聖闘士星矢 天界編 序奏〜overture〜』以来10年ぶりの作品である。公式サイト公開時より「車田正美 熱血画道40周年」記念作品と位置付けられている。シリーズ屈指の人気を誇る「聖域十二宮編」をフル3DCGアニメーションで製作。但し、いわゆる3D映画としての上映はされず、2D映画として公開された。
劇場前売券は2014年3月8日から発売され、購入特典として「特製クリアファイル」（全2種）がプレゼントされ、入場者限定特典として1週目が原作連載時の聖衣装着分解図及び今作の設定資料が掲載された「新・聖衣大全」、2週目が「クルセイド プロモーションカード」（全5種）、3週目がキャストのサインが入ったポストカードが配布された。
なお、本作は8月に香港（7日）、9月にブラジル・ペルー（11日）、メキシコ・チリ・コロンビア（25日）、台湾・ベネズエラ・パラグアイ（26日）、アルゼンチン（29日）、10月にシンガポール（9日）、エクアドル（10日）、タイ（16日）等アジア・中南米諸国で上映され、2015年にはイタリアやフランス等ヨーロッパ諸国、2016年には中国で公開された。また、メキシコ・コロンビアでは公開から1週間に限り「4DX」での上映（体感型上映システム）も行われた。
Box Office Mojoによると興行収入は日本で215万ドル、ブラジルでは243万ドルであったが、中国では公開初日の2月26日から28日までの3日間で449万ドルである。

## 登場人物
今作では星矢達青銅聖闘士4人とアテナ（城戸沙織）の設定年齢・設定身長が、原作と比べ引き上げられている。また、その他のキャラクターの容姿なども大幅にリファインされており、性別が変更されたキャラクターもいる。

### メインキャラクター
星矢
声 - 石川界人、吉永拓斗（子供時代）/ モーションアクター - 山﨑勝之
技：ペガサス流星拳、ペガサス彗星拳
16歳。175cm。沙織を狙う敵方の青銅聖闘士を蹴散らし彼女と出会い、城戸邸では来襲したアイオリアとの戦闘で歯が立たなかったが、アテナを護り聖域へ向かう決意をさらに固める。沙織を奉じ到達した十二宮では金牛宮でアルデバランのヘッドギアの角を折り、獅子宮でアイオリアを押し込む活躍を見せたが、人馬宮ではミロとの激戦で彼女のマスクを破損させるも敗れる。
紫龍
声 - 赤羽根健治
技：廬山昇龍覇
16歳。177cm。信念のために命を投げ出すことも厭わない「義」の男。小宇宙が最大に燃焼すると自らの背中に昇龍が発現する。沙織を奉じ到達した十二宮では巨蟹宮でデスマスクと対峙する。
城戸邸では、表紙に五老峰に座す老師が描かれた雑誌「月刊五老峰」を読んでいた。
氷河
声 - 小野賢章
技：ダイヤモンドダスト、オーロラエクスキューション
16歳。178cm。シベリアで黄金聖闘士カミュの弟子として修行した。師を超えることを宿願としている。星矢達と共に沙織を狙う青銅聖闘士を蹴散らし彼女と出会う。沙織を奉じ到達した十二宮では、カミュと対峙する。
瞬
声 - 岡本信彦
技：星雲鎖（ネビュラチェーン）
16歳。170cm。兄である一輝とは強い絆で結ばれている。沙織を奉じ到達した十二宮では、星矢と共に進み獅子宮でアイオリア、人馬宮ではシュラと相対する。
一輝
声 - 野島健児
技：鳳翼天翔
20歳。180cm。瞬の兄で青銅聖闘士最強。群れるのを嫌い常に単独行動をしているが、弟の危機の際は何処からともなく現れる。沙織に矢を放ち逃走したトレミーの前に現れ彼を一撃で葬り、十二宮では人馬宮に炎と共に現れシュラへ果敢に挑む。

### 黄金聖闘士
本作では青銅聖闘士との戦いの後、幾人かの黄金聖闘士が新たに出現した巨大石像を倒すために奮闘する。
射手座（サジタリアス） アイオロス
声 - 森川智之
享年29歳。かつて人馬宮を守護していた。温和な物腰と正義感の強い性格から多くの人間から慕われ次期教皇候補と目されていた。16年前、アテナを亡き者としようとする教皇の魔の手から、赤子であった沙織を救出したため、反逆者としてサガやシュラの追撃を受ける。小宇宙が高まると、聖衣が人馬型になる。
獅子座（レオ） アイオリア
声 - 井上剛
技：ライトニングボルト、ライトニングプラズマ
23歳。獅子宮を守護する。激情的だが高潔で真面目な性格をしている。反逆者とされているアイオロスの弟。教皇から勅命を受け射手座の黄金聖衣の奪還と城戸沙織の殺害を実行するため城戸邸に襲来する。
牡羊座（アリエス） ムウ
声 - 宮本充
技：クリスタルウォール
35歳。白羊宮を守護する。考え深く冷静な判断を下す現実主義者で戦闘は好まず物静かな性格。
牡牛座（タウラス） アルデバラン
声 - 小山力也
技：グレートホーン
40歳。金牛宮を守護する。沙織を奉じ十二宮へ到来した星矢達の前に立ち塞がる。事あるごとに星矢から「おっさん」と呼ばれていたが本人曰く「おっさん」ではない模様。星矢達が金牛宮に辿り着いた時、食事をしていた。
蟹座（キャンサー） デスマスク
声 - 平田広明
技：積尸気冥界波
35歳。巨蟹宮を守護する。言動こそ陽気であるが、実際は残酷な性格かつサディストで黄金聖闘士の内でも殺戮を至上の喜びとする異端の男。黄金聖闘士も青銅聖闘士も差別はしないと謳うが、その実、自分以外の聖闘士の価値を「鉄くず以下」と考えている。
本作では巨蟹宮の床や壁面に浮かぶ顔はデスマスクと共に愉快にミュージカルを演じている。
水瓶座（アクエリアス） カミュ
声 - 浪川大輔
技：オーロラエクスキューション
32歳。宝瓶宮を守護する。氷河の師匠。責任感が強く任務を忠実に遂行し、冷徹に見られがちだが内面には情を秘めている。左肩の水瓶は可動する。
乙女座（バルゴ） シャカ
声 - 真殿光昭
技：天魔降伏
36歳。処女宮を守護する。仏陀の生まれ変わりとも、最も神に近い男とも称され鋭い洞察力を併せ持つ。
天秤座（ライブラ）の聖闘士
紫龍の師。本編での登場は無いが、星矢達が白羊宮へ到着した際、ムウの口から知己であることが語られる。
蠍座（スコーピオン） ミロ
声 - 浅野真澄
技：スカーレットニードル
32歳。天蠍宮を守護する。原作と違い素顔は深紅の髪をした美女。聡明で聖域への忠誠が人一倍高く戦士としての誇りを持つ。星矢と相対する。本人曰く、戦いの最中よそ見をする男は「いい度胸をしている」ため嫌いではない模様。
山羊座（カプリコーン） シュラ
声 - 川田紳司
技：聖剣（エクスカリバー）
36歳。磨羯宮を守護する。血の気が多く好戦的な性格をしている。16年前、反逆者とされ空を飛び逃亡するアイオロスをサガと共に追撃し彼をヒマラヤへ墜落させた。無人となった人馬宮で瞬や一輝と対峙する。
魚座（ピスケス） アフロディーテ
声 - 桐本琢也
技：ロイヤルデモンローズ
25歳。双魚宮を守護する。薔薇を操り、全ての聖闘士の中で最も美しい男。教皇に青銅聖闘士達が迫っていることを報告し、同時にアテナを安全な場所に移すことを進言する。
双子座（ジェミニ） サガ
声 - 山寺宏一
技：ギャラクシアンエクスプロージョン
41歳。双児宮を守護する。清廉な心を持つ有徳の人物であるが、同時に自尊心の強い野心家という二面性も持つ。アイオロスとの次期教皇の指名争いに敗れている。16年前、反逆者とされたアイオロスをシュラと共に追撃。アイオロスに組み付き、自分もろともシュラに聖剣を撃たせ墜落、死亡したとされる。

### 白銀聖闘士
矢座（サジッタ）のトレミー
声 - 沼田祐介
25歳。教皇から沙織に矢を射る指令を受け、城戸邸にいた彼女に矢を射た後はその場から逃亡し、紫龍を撒くが、突如現れた一輝に敗れ灰燼と消える。

### 青銅聖闘士
沙織を襲撃した青銅聖闘士
声 - 藤本たかひろ、金本涼輔、服巻浩司
守護星座や名前は不明。計4人の青銅聖闘士が教皇から沙織抹殺の指令を受け彼女を襲撃するが、現れた星矢・紫龍・氷河・瞬の各必殺技を受けて敗れる。

### アテナ及び関係者
城戸沙織
声 - 佐々木彩夏、こおろぎさとみ（赤ちゃん）、諸星すみれ（子供時代）
16歳。160cm。アテナの化身である少女。16歳になった時、自らの出自を聞かされ自身の宿命を確かめるため、青銅聖闘士達と共に聖域へ向かう。
守護星座不明の青銅聖闘士に襲撃された際に星矢達と初めて対面する。髪型は序盤はロングヘア、聖域に乗り込む際にショートヘアになっている。トレミーから黄金の矢を受けても昏睡しておらず、最終決戦で星矢と共に小宇宙を高めてサガを倒した。その際に、服装が私服から原作に近い衣装に変化し、髪型もロングヘアに戻っている。
城戸光政
声 - 大杉漣
グラード財団創始者であり冒険家。辰巳らと共にヒマラヤ山脈を踏破していたところ、洞窟の中でまだ赤子であった沙織やアイオロスと出会う。サガやシュラの追撃を受け絶命間際のアイオロスから、沙織がアテナという女神の化身であること・16年後に沙織を守る少年達が現れることを伝えられ彼女を託された。生前、独自の調査で小宇宙の素質を持つ少年達を引き取り聖闘士とするべく修行地へ送り出していた。辰巳には沙織が16歳になった時に真実を話すよう指示していた。
辰巳徳丸
声 - 島田敏
城戸家の執事。熱血漢で律儀な性格であるが、相手を思いやり過ぎるきらいがある。沙織に献身的に仕え、城戸光政の遺言により16歳になった沙織に突如現れた星矢達が沙織を守る聖闘士であり、沙織がアテナであることを伝え、聖域へ向かう彼女の無事を祈る。

### 聖域
本作では異世界にありドッグタグから発せられた光の中に現れた階段を上ることで辿り着いた。
偽アテナ
教皇の手で作られ祭り上げられていた機械と思しき偽物のアテナ。沙織と瓜二つだが瞳の色は赤く言葉を発さない。教皇の演説で、退場するため聴衆に背を向けた際、銀の仮面が顔を覆う描写がある。最終決戦の余波で破壊され煙を吹いていた。
教皇
技：アナザーディメンション
アテナの補佐役で不在時には全聖闘士を束ね聖域の指揮を執る。偽のアテナを作り聖域の人間を欺き、本当のアテナである沙織を亡き者にしようと企む。青銅聖闘士達や沙織の十二宮侵入・一部の黄金聖闘士の裏切りが発生するも、時が満ちたことを感じるとアフロディーテを殺害し目下に揃う沙織や星矢達の前に現れる。

## 用語説明
聖闘士（セイント）
女神アテナを守護する戦士達。武器を持たず自らの肉体のみで戦いその拳は空を裂き、蹴りは大地を割るという。聖闘士には、十二宮を守護する最上位の黄金聖闘士、中級の白銀聖闘士、最下級の青銅聖闘士と3階級がある。また、各々の守護星座に対応した聖衣を纏う。
聖衣（クロス）
聖闘士の纏う防具。劇中では小宇宙を支えるという追加設定もある。平常時は聖衣箱（クロスボックス）と呼ばれる聖域に置かれた大型の箱に収納されている。青銅聖闘士はドッグタグ、黄金聖闘士はレリーフを使うことにより聖衣箱を召喚できる。原作では聖衣箱の中から聖衣が出現するが、本作では聖衣箱そのものが聖衣に変形する。
アテナ
聖闘士を率いる戦いの女神。アテナ自身は戦いを好まず、アテナの関与する戦争は全てアテナを守る戦いであったと伝えられている。
小宇宙（コスモ）
人間の体内に存在する宇宙的エネルギー。聖闘士は小宇宙を燃焼させることにより途轍もない破壊力を生み出すことができるが小宇宙を全て失うと死に至る。また、アテナの小宇宙は特殊で傷を癒す力を持つ。小宇宙が高まると、聖衣にヘッドギアが現れ目を除く頭部全てを覆う。
セブンセンシズ
小宇宙を人間の第六感と置き換えるならば、セブンセンシズは第七感。セブンセンシズは神の力とも言えるもので、黄金聖闘士はセブンセンシズに到達している。
聖域（サンクチュアリ）
アテナや教皇、聖闘士が居住する世界。原作ではギリシアにあるが今作では異世界にある。十二宮や教皇の間、アテナ神殿などがある。聖域は結界が敷かれているため一般の人間には認識することもできない。
十二宮
アテナ神殿を守護するように螺旋状に配置された宮殿。黄金聖闘士が守護している。
火時計
教皇の使用するアイテム。アテナの小宇宙を吸収・蓄積することができ、小宇宙量と時間経過をカウントしつつ火を灯してゆく。火時計を通じて聖域内部や地上の様子を窺うこともできる。
蝶
死界の蝶（フェアリー）。纏わりついた人物の死を予感させる。

## スタッフ
- 原作・製作総指揮 - 車田正美
- 監督 - さとうけいいち
- 脚本 - 鈴木智尋
- キャラクターデザイン - 宮本浩史
- 新黄金聖衣デザイン - 安藤賢司
- CGディレクター・シーケンススーパーバイザー - さとうえい
- 美術デザイン - 佐藤肇
- 絵コンテ - 地岡公俊、寺岡巌、小林寛
- 音楽 - 池頼広
- 音楽協力　-　東映アニメーション音楽出版、テレビ朝日ミュージック
- 配給 - 東映
- 製作 - 「聖闘士星矢 LEGEND of SANCTUARY」製作委員会（東映アニメーション、バンダイナムコゲームス、バンダイ、三洋物産、バンプレスト、NEXTWING、東映、木下グループ、東映ビデオ、アサツー ディ・ケイ）

## 主題歌
「Hero （Yoshiki Classical Version）」
YOSHIKI feat. Katie Fizgerrald from Violet UK（作詞・作曲：YOSHIKI）

## 関連商品

### Blu-ray / DVD
2014年12月5日発売。発売元はワーナー・ブラザース ホームエンターテイメント。
- 【初回限定生産】 聖闘士星矢 LEGEND of SANCTUARY ブルーレイBOX （2枚組、品番 1000532080）
  - ディスク1：本編Blu-ray
    - 映像特典
      - 特報・劇場予告編・TVスポット集
      - 激論! CG制作現場より（オーディオコメンタリー再生時のみアクセスできる隠しコマンド）

    - 音声特典
      - オーディオコメンタリー（監督：さとうけいいち×脚本：鈴木智尋×CGディレクター・シーケンススーパーバイザー：さとうえい×助監督：上村泰）

  - ディスク2：特典Blu-ray
    - Making of 『聖闘士星矢 LEGEND of SANCTUARY』（スペシャル対談「さとうけいいち監督×氷川竜介」）
    - 『聖闘士星矢 LEGEND of SANCTUARY』meets〈ペガサス幻想-PEGASUS FANTASY-〉オリジナル・ミュージッククリップ
    - スペシャル座談会&個別インタビュー（石川界人、赤羽根健治、小野賢章（個別インタビューのみ）、岡本信彦、野島健児、佐々木彩夏（ももいろクローバーZ））
    - イベント映像
      - キャスト発表会見
      - アフレコ会見
      - 世界最速 小宇宙（コスモ）上映会 舞台挨拶
      - 初日舞台挨拶

    - プロモーション映像集
      - ペガサス星矢（石川界人）が歌う劇場マナーCM
      - 特別映像
        - 特別映像1「必殺!」編
        - 特別映像2「日常の終わり」編
        - 特別映像3「兄弟」編
        - 特別映像4「倒れても、倒れても・・!」編
        - 特別映像5「Prologue 〜少女の旅立ち〜」編
        - 特別映像6「Epilogue 〜女神アテナ〜」編

    - 限定配信映像
      - 「Hobby JAPAN」編
      - 「フィギュア王」編
      - 「聖闘士神話EX」編

    - 「前売券購入特典スペシャルイベント」での先行上映映像
      - 第一章 青銅聖闘士たちの集い! の巻
      - 第二章 熱き友情! の巻
      - 第三章 黄金聖闘士とのバトル! の巻

  - 封入特典
    - 絵コンテBOOK（192P）
    - キャラクターポストカード8枚セット
    - 劇場パンフレット特別縮小版
    - ブルーレイBOX購入者限定抽選プレゼント・キャンペーン応募用紙

  - 聖衣箱型BOX付き黄金ポスタービジュアルを使用した黄金デジパック仕様
- 聖闘士星矢 LEGEND of SANCTUARY Blu-ray通常版（1枚組、同 1000532081）
  - 映像・音声特典：ブルーレイBOX・ディスク1と共通
  - 初回限定特典
    - 特製スリーブケース
- 聖闘士星矢 LEGEND of SANCTUARY DVD（1枚組、同 1000532082）
  - 映像・音声特典：Blu-ray通常版と共通

### トレーディングカード
バンダイからクルセイドシステムカードシリーズとして、2014年7月4日に『聖闘士星矢 Legend of Sanctuary/聖闘士星矢Ω』が発売。これは『聖闘士星矢Ω』との同梱商品となった。

### CD
2014年8月27日に、サウンドトラックとして「聖闘士星矢 LEGEND of SANCTUARY Original Soundtrack」が発売（品番 UICZ-4305）。

### 一番くじ
2014年6月21日の映画公開と同時に国内の一部の劇場で発売された。内訳は1等が複製セル画、2等がクリアファイル（2種）、3等がステッカー。